# Константин II
Флавије Клаудије Константин (лат. Flavius Claudius Constantinus Augustus; рођен фебруара 317. године, погинуо 340. године) био је римски цар између 337. и 340. године. Био је најстарији син Константина Великог и Фаусте и био је рођен у Арлу.
Након смрти свог оца из 337. године, Константин II је постао цар заједно са својим браћом Констанције II и са Констансом. Његов део Царства обухватао је Галију, Британију и Хиспанију.
У почетку Константин II је био чувар свог брата Констанса који је добио Италију, Африку и Илирик. Када је Констанс одрастао, 340. године, Константин није желео да се одрекне туторства и напао је брата. Али, био је поражен код Аквилеје и погинуо је у бици. Констанс је добио братовљев посед.

## Породично стабло
|  |                      |  |  |  |  |  |  |  |  |  |  |  |  |  |  |  |
|  | 2. Константин Велики |  |  |  |  |  |  |  |  |  |  |  |  |  |  |  |
|  |                      |  |  |  |  |  |  |  |  |  |  |  |  |  |  |  |
|  |                      |  |  |  |  |  |  |  |  |  |  |  |  |  |  |  |
|  | 1. Константин II     |  |  |  |  |  |  |  |  |  |  |  |  |  |  |  |
|  |                      |  |  |  |  |  |  |  |  |  |  |  |  |  |  |  |
|  |                      |  |  |  |  |  |  |  |  |  |  |  |  |  |  |  |
|  | 3. Фауста            |  |  |  |  |  |  |  |  |  |  |  |  |  |  |  |
|  |                      |  |  |  |  |  |  |  |  |  |  |  |  |  |  |  |
|  |                      |  |  |  |  |  |  |  |  |  |  |  |  |  |  |  |